# غودفري مايلز
غودفري مايلز (بالإنجليزية: Godfrey Myles)‏ هو لاعب كرة قدم أمريكية أمريكي، ولد في 22 سبتمبر 1968 في ميامي في الولايات المتحدة، وتوفي في 9 يونيو 2011 بسبب سكتة.

## وصلات خارجية
- غودفري مايلز على موقع مرجع كرة القدم المحترفة.كوم (الإنجليزية)